# Attagis
Attagis – rodzaj ptaków z rodziny andówek (Thinocoridae).

## Zasięg występowania
Rodzaj obejmuje gatunki występujące w andyjskiej Ameryce Południowej (Ekwador, Peru, Boliwia, Chile i Argentyna).

## Morfologia
Długość ciała 26,5–29 cm; masa ciała 312–398 g.

## Systematyka

### Etymologia
- Attagis: gr. ατταγας attagas, ατταγην attagēn lub ατταγις attagis „ptak łowny, frankolin”[5].
- Pontogalla: gr. ποντος pontos „morze”; łac. gallus „kogut hodowlany”[6]. Gatunek typowy: Attagis gayi I. Geoffroy Saint-Hilaire & Lesson, 1831.

### Podział systematyczny
Do rodzaju należą następujące gatunki:
- Attagis gayi I. Geoffroy Saint-Hilaire & Lesson, 1831 – andówka rdzawobrzucha
- Attagis malouinus (Boddaert, 1783) – andówka białobrzucha